# Chaperiopsis chathamensis
Chaperiopsis chathamensis är en mossdjursart som beskrevs av Uttley och Bullivant 1972. Chaperiopsis chathamensis ingår i släktet Chaperiopsis och familjen Chaperiidae. Inga underarter finns listade i Catalogue of Life.